# Buckeye National Motor Car Company
Buckeye National Motor Car Company, vorher Oscar Lear Automobile Company, war ein US-amerikanischer Hersteller von Automobilen.

## Unternehmensgeschichte
Lee A. Frayer und William J. Miller arbeiteten ab 1902 an luftgekühlten Motoren. Oscar S. Lear hatte mit seiner Buckeye Motor Company seit etwa 1900 das Gleiche getan. 1904 gründeten sie zusammen die Oscar Lear Automobile Company in Columbus in Ohio. Sie begannen mit der Produktion von Automobilen. Der Markenname lautete Frayer-Miller. 1907 wurde der Sitz nach Springfield in Ohio verlegt. 1907 kamen Nutzfahrzeuge und 1908 landwirtschaftliche Fahrzeuge der Marke Farmobile dazu. Anfang 1909 endete die Pkw-Produktion. Die Umfirmierung in Buckeye National Motor Car Company erfolgte etwa zu dieser Zeit.
1910 folgte die Übernahme durch die Kelly-Springfield Truck & Bus Corporation.

## Fahrzeuge
Von 1904 bis 1905 stand nur der 24 HP im Sortiment. Er hatte einen Vierzylindermotor mit T-Kopf und seitliche Ventile. Die Motorleistung von 24 PS wurde über ein Dreiganggetriebe und eine Kardanwelle an die Hinterachse übertragen. Das Fahrgestell hatte 244 cm Radstand. Einziger Aufbau war ein fünfsitziger Tourenwagen.
Für das Modelljahr 1906 wurde der Radstand auf 254 cm verlängert. Außerdem erschien der 36 HP. Er hatte einen Sechszylindermotor mit 36 PS Leistung. Der Radstand betrug 305 cm. Auch dieses Modell war als Tourenwagen mit fünf Sitzen karosseriert. Der Verkauf eines solchen Fahrzeugs am 1. November 1905 an William Monypeny aus Columbus gilt als der erste Verkauf eines Sechszylinderfahrzeugs in den USA.
1907 waren für den 24 HP weitere Karosserien als zweisitziger Runabout und als viersitzige Limousine erhältlich. Der 36 HP blieb unverändert. Neu war ein 50 HP. Sein Vierzylindermotor leistete 50 PS. Auf einem Radstand von 310 cm waren Tourenwagen und Limousine erhältlich, beide mit sieben Sitzen.
1908 entfielen die stärkeren Modelle. Den 24 HP gab es als Model B als Tourenwagen, als Model D als Taxicar sowie als Philadelphia-Runabout und als Combination-Runabout.
1909 wurde der Radstand auf 272 cm verlängert. Nun wurden alle Aufbauten als Model D geführt. Dies waren Runabout, Combination Runabout, Tourenwagen und Limousine.

## Modellübersicht
| Jahr      | Modell | Zylinder | Leistung (PS) | Radstand (cm) | Aufbau                                                            |
| --------- | ------ | -------- | ------------- | ------------- | ----------------------------------------------------------------- |
| 1904–1905 | 24 HP  | 4        | 24            | 244           | Tourenwagen 5-sitzig                                              |
| 1906      | 24 HP  | 4        | 24            | 254           | Tourenwagen 5-sitzig                                              |
| 1906      | 36 HP  | 6        | 36            | 305           | Tourenwagen 5-sitzig                                              |
| 1907      | 24 HP  | 4        | 24            | 254           | Runabout 2-sitzig, Tourenwagen 5-sitzig, Limousine 4-sitzig       |
| 1907      | 36 HP  | 6        | 36            | 305           | Tourenwagen 5-sitzig                                              |
| 1907      | 50 HP  | 4        | 50            | 310           | Tourenwagen 7-sitzig, Limousine 7-sitzig                          |
| 1908      | 24 HP  | 4        | 24            | 254           | Tourenwagen, Taxicar, Philadelphia Runabout, Combination Runabout |
| 1909      | 24 HP  | 4        | 24            | 272           | Runabout, Combination Runabout, Tourenwagen, Landaulet            |

## Übersicht über Pkw-Marken aus den USA, dieMillerbeinhalten
| Marke         | Hersteller                            | Vermarktungsbeginn | Vermarktungsende | Ort, Bundesstaat         |
| ------------- | ------------------------------------- | ------------------ | ---------------- | ------------------------ |
| Frayer-Miller | Buckeye National Motor Car Company    | 1904               | 1909             | Springfield, Ohio        |
| Miller        | Miller                                | 1901               | 1902             | Orrville, Ohio           |
| Miller        | Miller Motor Company                  | 1907               | 1907             | Bridgeport, Connecticut  |
| Miller        | Miller Car Company                    | 1911               | 1914             | Detroit, Michigan        |
| Miller        | Harry A. Miller Manufacturing Company | 1928               | 1932             | Los Angeles, Kalifornien |
| Miller-Peters | Miller-Peters Motor Car Company       | 1907               | 1907             | Newport, Kentucky        |
| Miller-Quincy | E. M. Miller Company                  | 1922               | 1924             | Quincy, Illinois         |